# Kurukshetra (stad)
Kurukshetra is een stad in de Indiase deelstaat Haryana in het district Kurukshetra, waarvan het de administratieve zetel is. De rijke geschiedenis maken het een populaire bestemming van toerisme en bedevaart.

## Veda's
De naam komt al voor in de Rigveda voor het gebied waar de Kuru's zich hadden gevestigd. Nadat de Bharata, de overwinnaars van de Slag van de Tien Koningen, vanuit de Punjab naar de oostelijkere Gangesvlakte trokken, kwamen deze in dit gebied aan en wisten de Kuru's de 50 stammen te verenigen tot een enkele superstam. De Kuru's gingen daarna een verbond aan met de Panchala uit het oostelijker gelegen middenland Madhyadesha, wat met Kurukshetra het belangrijkste gebied werd en zo het eerste staatje van de vedische tijd. Dit gebied is gelegen tussen de riviertjes Sarsuti en Chautang en in dit heilige land van Manu zouden zelfs de goden offeren (devayajana). Het min of meer vriendschappelijke Kuru-Panchala-verbond eindigde toen de Salva binnenvielen in Kurukshetra, waarna Madhyadesha het middelpunt werd van de Veda's.

## Mahabharata
De Mahabharata, meer specifiek de Bhagavad Gita, verhaalt over de twist om het koningschap over de Kuru's tussen de Pandava's en de Kaurava's, maar de historiciteit van deze Bharata-oorlog is verre van zeker. Elke clan zou zijn eigen hoofdstad hebben gehad, respectievelijk Indraprastha en Hastinapura. Zo wordt Kurukshetra wel het Land van de Bhagavad Gita genoemd.

## Geschiedenis
Bij opgravingen zijn overblijfselen gevonden van de painted grey ware-cultuur.